# Sierra de la Marina

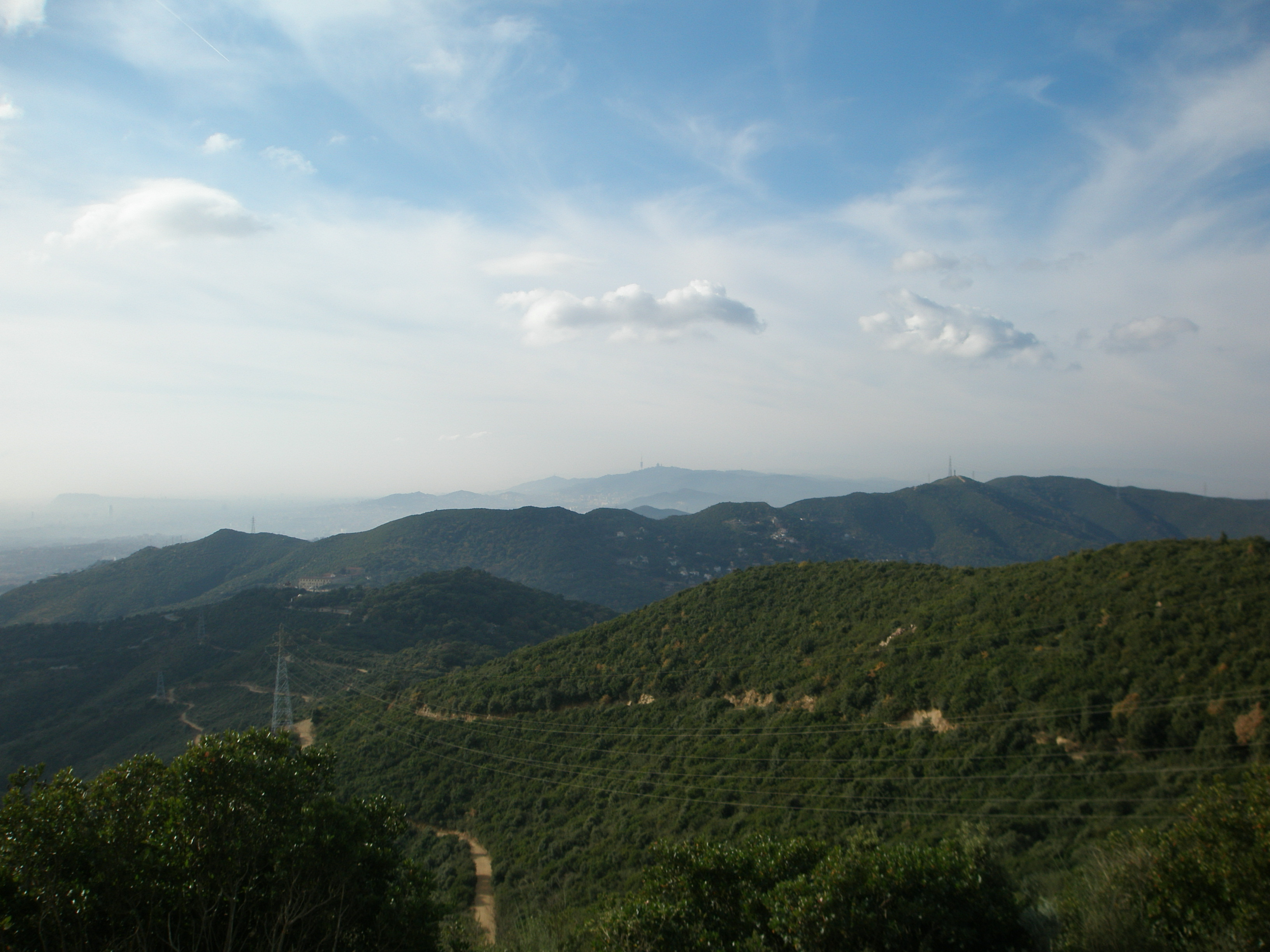
Vista desde el Cerro Galzeran.

La sierra de la Marina es una cadena montañosa perteneciente a la cordillera Litoral catalana. Con una extensión de 2086 hectáreas, este espacio constituye un elemento muy notable por su gran interés ecológico, cultural y paisajístico, incrementado todavía más por su situación contigua a una de las áreas más densamente pobladas de la región metropolitana de Barcelona.

## Relieve
El relieve es en general redondeado, a causa del modelado producido por la erosión sobre los materiales graníticos predominantes, roto en determinados lugares por otras litologías. La altitud máxima la encontramos en la Colina de Galzeran (485 m). 
Los torrentes forman cárcavas en las partes más altas y de mayor pendiente, para dar lugar a cursos más suaves y amplios en los valles medios y bajos. Los terrenos dominantes están formados por sauló, una arena gruesa muy característica resultado de la meteorización del granito.
Por su ubicación geográfica, la sierra de la Marina está situada en la región biogeográfica mediterránea. Las diferencias de relieve y la constitución del suelo dan lugar a una considerable variedad de especies, ambientes y de sistemas naturales. A la vez que la profunda interacción humana y su actividad económica han ido modelando un paisaje rico y diverso que todavía conserva su encanto. Esta fuerte presión humana también es la responsable de la degradación de alguna de las comunidades presentes en la sierra de la Marina.
Las líneas de colinas y rieras contribuyen a la configuración del paisaje, especialmente porque estas últimas deben salvar importantes desniveles (400 metros) en un espacio de territorio relativamente limitado (5 km). Además, realiza una función de cortafuegos.

## Vegetación
La orientación opaca permite la existencia de formaciones propias de zonas más húmedas como encinas y robledos. Los primeros están incluidos en la directiva de entornos de interés comunitario. En las vertientes soleadas se encuentran sistemas naturales propios de zonas más secas, muy sensibles a las perturbaciones como el fuego que está muy presente en la sierra.
Los fenómenos erosivos están controlados por un modelado como son el cultivo de viñedos. Además, comunidades arbustivas y herbáceas se alternan con manchas de pino piñonero, alisos y avellanos. Entre estos, están presentes algunas formaciones muy interesantes por su rareza, vulnerabilidad, singularidad y estado de conservación, que configuran un mosaico extraordinariamente rico por su diversidad de flora y fauna. Cabe destacar las comunidades de ribera, tanto por su valor natural como por su papel ecológico, su contribución a la regulación hídrica y su papel de conectores biológicos. 

## Parque natural
Desde el año 1997 la sierra de Marina está protegida formando el Parque natural de la Sierra de Marina. Pertenece a la red de Parques Naturales de la Diputación de Barcelona. Está gestionado desde el año 1997 por un consorcio de la Diputación Provincial de Barcelona, Mancomunidad de Municipios del Área Metropolitana de Barcelona y los Ayuntamientos de Badalona, Moncada y Reixach, San Fausto de Campcentellas, Santa Coloma de Gramanet y Tiana. Se rige por el Plan especial aprobado en 2002.
Están incluidos en el parque natural los términos municipales de Tiana, Badalona, Santa Coloma de Gramanet, Moncada y Reixac y San Fausto de Campcentellas.
Geográficamente, la zona corresponde al extremo meridional de la sierra de Marina, en el sector conocido como la sierra de la Conreria.